# Santa Maria sopra Minerva (titre cardinalice)
Le titre cardinalice de Santa Maria sopra Minerva est érigé par le pape Paul IV le 24 mars 1557 et rattaché à l'église de la Minerve qui se trouve dans le rione de Pigna à Rome.

## Titulaires
| - Antonio Ghislieri (1557-1561) futur saint Pie V Dominicain - Michele Bonelli (1566-1589) neveu de saint Pie V Dominicain - Girolamo Bernerio (ou Bernieri) (1589-1602) Dominicain, 3 cousins cardinaux - Francesco Maria Tarugi (1602-1608) - Filippo Spinelli (1608-1616) - Ladislao d'Aquino (1616-1621) - Giulio Roma (1621-1639) - Giambattista Altieri (1643-1654) - Jean-François Paul de Gondi (1655-1679) - Philip Thomas Howard of Norfolk (1679-1694) - José Sáenz de Aguirre (1694-1699) - Louis-Antoine de Noailles (1701-1729) - Agostino Pipia (1729-1730) - Philip Ludwig von Sinzendorf (1730-1747) - Daniele Delfino (1747-1758) - Giuseppe Pozzobonelli (1758-1770) - Scipione Borghese (1770-1782) - Tommaso Maria Ghilini (1783-1787) - Vincenzo Ranuzzi (1787-1800) - Giulio Maria della Somaglia (1801-1814) - Francesco Fontana (1816-1822) - Francesco Bertazzoli (1823-1828) - Benedetto Barberini (1829-1832) - Giuseppe Maria Velzi (1832-1836) - Antonio Francesco Orioli (1838-1850) - Raffaele Fornari (1851-1854) - Guilherme Henriques de Carvalho (1854-1857) | - Francesco Gaude (1857-1860) - Gaetano Bedini (1861-1864) - Matteo Eustachio Gonella (1868-1870) - John McCloskey (1875-1885) - Zeferino González y Díaz Tuñón (1887-1894) - Egidio Mauri (1895-1896) - Serafino Cretoni (1896-1909) - John Murphy Farley (1911-1918) - Teodoro Valfrè di Bonzo (1919-1922) - Stanislas-Arthur-Xavier Touchet (1922-1926) - Giuseppe Gamba (1926-1929) - Giulio Serafini (1930-1938) - Eugène Tisserant (1939-1946) - Clemente Micara (1946); in commendam (1946-1965) - Antonio Samorè (1967-1974) - Dino Staffa (1976-1977) - Anastasio Alberto Ballestrero (1979-1998) - Cormac Murphy-O'Connor (2001-2017) - Antonio dos Santos Marto (2018-) |